# Budiman
Budiman is een bestuurslaag in het regentschap Jambi van de provincie Jambi, Indonesië. Budiman telt 4418 inwoners (volkstelling 2010).